# Quentin Meillassoux
Quentin Meillassoux (Parigi, 26 ottobre 1967) è un filosofo francese. Docente di filosofia presso l'Università Paris 1 - Panthéon-Sorbonne, è figlio dell'antropologo Claude Meillassoux. È associato al movimento del realismo speculativo.

## Biografia
Meillassoux è stato studente dei filosofi Bernard Bourgeois e Alain Badiou. Quest'ultimo, che ha scritto la prefazione per il primo libro di Meillassoux Dopo la finitudine (Après la finitude, 2006), presenta l'opera come l'introduzione di un'opzione completamente nuova nella filosofia moderna, che differisce dalle tre alternative kantiane di criticismo, scetticismo e dogmatismo. In questo libro, Meillassoux sostiene che la filosofia post-kantiana è dominata da ciò che egli chiama "correlazionismo", ovvero dalla teoria spesso implicita secondo la quale gli uomini non possono esistere senza il mondo né il mondo senza uomini. Secondo Meillassoux, si tratta di un procedimento intellettualmente scorretto, poiché consente alla filosofia di eludere il problema di come descrivere il mondo come si presenta anteriormente ad ogni accesso umano ad esso. Egli definisce questa realtà pre-umana come "regno ancestrale". In linea con gli interessi matematici del suo mentore Alain Badiou, Meillassoux afferma inoltre che la matematica è ciò che raggiunge le qualità primarie delle cose in contrapposizione alle loro qualità secondarie manifestate nella percezione.
Meillassoux cerca di dimostrare che lo scetticismo agnostico di coloro che dubitano della realtà di causalità ed effettualità deve essere trasformato nella radicale certezza che non esista affatto una necessità causale. Questo porta Meillassoux a sostenere che è assolutamente necessario che le leggi della natura siano contingenti: il mondo è una sorta di "iper-caos" in cui il principio di ragione sufficiente viene abbandonato anche se il principio di non contraddizione deve essere mantenuto. Per tutti questi motivi, Meillassoux rifiuta la cosiddetta rivoluzione copernicana annunciata da Kant nella Critica della ragion pura: poiché Kant rende il mondo dipendente dalle condizioni in cui gli umani lo osservano, Meillassoux accusa il filosofo nativo di Königsberg di una "controrivoluzione tolemaica".

## Scritti

### Libri
- (FR) Quentin Meillassoux, Après la finitude. Essai sur la nécessité de la contingence, prefazione di Alain Badiou, Parigi, Seuil, 2006, ISBN 9782020847421.
- (FR) Quentin Meillassoux, Le Nombre et la Sirène. Un déchiffrage du Coup de dés de Mallarmé, Parigi, Fayard, 2011, ISBN 9782213666983.
- (EN, FR) Quentin Meillassoux, Robin Mackay e Élie Ayache, Speculative Solution[4], Editions Mego, 2011.
- (FR) Quentin Meillassoux, Métaphysique et fiction des mondes hors-science, suivi de "La Boule de billard" d'Isaac Asimov, Parigi, Aux Forges de Vulcain, 2013, ISBN 9782919176052.
- (EN) Quentin Meillassoux, Time Without Becoming, a cura di Anna Longo, Milano-Udine, Mimesis, 2014, ISBN 9788857523866.
- (DE) Quentin Meillassoux, Iteration, Reiteration, Repetition: Eine spekulative Analyse des bedeutungslosen Zeichens, traduzione di Roland Frommel, Lipsia, Merve Verlag, 2015, ISBN 9783883963464.

### Articoli
- (FR) Quentin Meillassoux, Nouveauté et événement, in C. Ramond (a cura di), Alain Badiou. Penser le multiple, Parigi, L'Harmattan, 2002.
- (FR) Quentin Meillassoux, Deuil à venir, dieu à venir, in Critique, n. 704-705, gennaio-febbraio 2006. URL consultato il 24 dicembre 2019.
- (FR) Quentin Meillassoux, Potentialité et virtualité, in Failles 2, Printemps, 2006. URL consultato il 24 dicembre 2019.
- (FR) Quentin Meillassoux, Temps et surgissement "ex nihilo", Parigi, École normale supérieure, 24 aprile 2006. URL consultato il 24 dicembre 2019 (archiviato dall'url originale l'11 marzo 2016).
- (FR) Quentin Meillassoux, La décision et l’indécidable dans "L'Être et l'événement" I et II, Parigi, École normale supérieure, 24 novembre 2006. URL consultato il 24 dicembre 2019 (archiviato dall'url originale il 4 aprile 2016). Ristampato nell'opera Autour de Logiques des mondes.
- (FR) Quentin Meillassoux, Destination des corps subjectivables, Parigi, École normale supérieure, 24 novembre 2006. Ristampato nell'opera Autour de Logiques des mondes.
- (FR) Quentin Meillassoux, Raphaël Enthoven e Louis Garel, Peut-on penser le hasard?, in Cycle Leçon de philosophie, le sens de la vie, BNF, 13 marzo 2007.
- (EN) Quentin Meillassoux, Correlation and factuality, in Collapse, II, novembre 2007.
- (EN) Quentin Meillassoux, Speculative Realism, in Collapse, III, 2007,  pp. 408-435.
- (FR) Quentin Meillassoux, Question canonique et facticité, in F. Wolff (a cura di), Pourquoi y a-t-il quelque chose plutôt que rien?, PUF, 2007.
- (FR) Quentin Meillassoux, Spéculation et contingence, in E. Cattin e F. Fischbach (a cura di), L'héritage de la raison - Hommage à Bernard Bourgeois, Ellipse, 2007.
- (FR) Quentin Meillassoux, Matérialisme et surgissement "ex nihilo", in MIR revue d'anticipation, giugno 2007.
- (FR) Quentin Meillassoux, Soustraction et contraction, à propos d'une remarque de Deleuze sur "Matière et mémoire", in Philosophie, n. 96, dicembre 2007.
- (FR) Quentin Meillassoux, Histoire et événement chez Alain Badiou. Intervention au séminaire «Marx au xxie siècle», 6 febbraio 2008. URL consultato il 24 dicembre 2019 (archiviato dall'url originale il 2 giugno 2016).
- (FR) Quentin Meillassoux, Stage de rentrée: Pratiques actuelles de la philosophie, Parigi, École normale supérieure, 24 settembre 2008. URL consultato il 24 dicembre 2019 (archiviato dall'url originale l'8 agosto 2016).
- (FR) Quentin Meillassoux, L'immanence d'outre-Monde (PDF) [collegamento interrotto], in Revista Ethica, Cadernos Academicos, vol. 16, n. 2, 2009.
- (FR) Quentin Meillassoux, Métaphysique, spéculation, corrélation, in B. Mabille (a cura di), Ce peu d'espace autour, De la Transparence, 2010.
- (FR) Quentin Meillassoux, Badiou et Mallarmé: l'événement et le peut-être, in Autour d'Alain Badiou, Germina, 2011.
- (FR) Quentin Meillassoux, L'inexistence divine. Projet d'introduction d'un livre à venir, n. 3, Failles, marzo 2014.
- (FR) Quentin Meillassoux, Le nombre de Mallarmé, in Transversalités, n. 134, 2015/3,  pp. 115-139.

### Traduzioni italiane
- Quentin Meillassoux, Dopo la finitudine. Saggio sulla necessità della contingenza, a cura di Massimiliano Sandri, Milano-Udine, Mimesis, 2012.
- Quentin Meillassoux, Tempo senza divenire, a cura di Anna Longo, Milano-Udine, Mimesis, 2013.
- Quenti Meillassoux, Potenzialità e virtualità, in A. Longo e R. Masiero (a cura di), Il divenire della conoscenza: estetica e contingenza del reale, Milano-Udine, Mimesis, 2013.
- Quentin Meillassoux, Metafisica, speculazione, correlazione, in S. De Sanctis (a cura di), I nuovi realismi, Milano, Bompiani, 2017.